# 匹茲堡協議
《匹兹堡协定》，是一份是美国境內的捷克與斯洛伐克侨民社区成员间達成的谅解备忘录。該協定于1918年5月31日完成，以協議地宾州匹兹堡命名的。协议规定了共同签署者建立独立的捷克斯洛伐克國家的意图。 1918年10月18日，协议的主要起草者，托马斯·马萨里克宣布捷克斯洛伐克独立。 1918年11月，马萨里克成为捷克斯洛伐克的第一任总统。

## 背景
第一次世界大战结束前的几个月，奥匈帝国即将解体。1918年9月，哈布斯堡帝國被協約國擊潰的可能性已經清晰可見。 另一方面，自1860年到1918年，已經有将近一百万名斯洛伐克人和捷克人移居到美国和其他国家。当时，这些移民被登記为奥地利人或匈牙利人(马扎爾人) ，無法准确地反映其文化和种族出身。 在美国境內，捷克和斯洛伐克民族主义团体被允許形成與运作。 1915年10月22日，一战开始后约三个月，美國斯洛伐克聯盟（Slovak League of America）與波西米亞（捷克）民族同盟（Bohemian (Czech) National Alliance）在克利夫兰的波西米亚国家厅签署了《克利夫兰協議》。依據《克利夫兰協議》，簽署雙方同意共同努力，为捷克人和斯洛伐克人建立一个团结和独立的国家。

## 会议
1918年5月31日，星期五，由托马斯·马萨里克担任主席的捷克斯洛伐克国民议会在美国宾州匹兹堡召开会议。出席者多為兄弟會組織的代表，包括美國斯洛伐克聯盟、捷克國家聯邦（Czech National Federation）、第一斯洛伐克福音派联盟（First Slovak Evangelical League）與捷克天主教徒协会（Association of Czech Catholics）。 这些組織代表了来自波希米亚、摩拉维亚、斯洛伐克和捷克西利西亞的移民。

## 協議內容
协议草擬了以下內容:
1. 斯洛伐克波希米亚王室领地等捷克地區建立由捷克人及斯洛伐克人組成的獨立國家。
2. 斯洛伐克将擁有自己的政府、国会和法院。
3. 斯洛伐克语将成为斯洛伐克地區的官方语言。
4. 捷克-斯洛伐克将是基於民主憲法的共和国。
5. 根据不断变化的形势和需要，在美國的捷克和斯洛伐克组织將通过相互协议，扩大合作和调整方向。
6. 對於捷克斯洛伐克國家詳細的體制形式留待受解放的捷克與斯洛克人，及其法定代表建立。

## 结果
1918年10月18日，临时政府在巴黎發表捷克斯洛伐克獨立宣言。

## 外部連結
- Original Pittsburgh agreement on Czechoslovakia to return to Pittsburgh PopCityMedia.com website. 27 February 2007.
- Important dates from the life of T. G. Masaryk, the first president of the ČSR.（页面存档备份，存于） Consulate General of Czech Republic in Montreal.
- History of Slovakia Embassy of the Slovak Republic in the United States of America.
- The Pittsburgh Agreement（页面存档备份，存于） University of Pittsburgh.
- Masaryk and America - testimony of a relationship.（页面存档备份，存于） Kovtun G. J. Library of Congress, 1988.